# Blåsalvia
Blåsalvia (Salvia patens) är en art i familjen kransblommiga växter. Arten förekommer naturligt i Mexiko. Arten är flerårig, men odlas i Sverige som ettårig utplanteringsväxt.

## Sorter
- 'Alba' - har vita blommor.
- 'Blue Angel' - representerar den ursprungliga kungsblå formen.
- 'Cambridge Blue' - har ljusblå blommor.
- 'Chilcombe' (syn. 'Lavender Lady') - har lavendelblå blommor och är mer motståndskraftig mot mjöldagg.
- 'Guanajuato' - har större och ljusare blommor i mer rikblommande blomställningar.